# Nhóm phenyl
Trong hóa hữu cơ, nhóm phenyl hoặc vòng phenyl là một nhóm phân tử vòng với công thức C6H5. Nhóm phenyl có liên hệ chặt chẽ với benzen và có thể được xem như một vòng benzen thiếu một nguyên tử hydro, mà có thể được thay thế bởi một số nguyên tố hoặc hợp chất khác để coi như là một nhóm chức. Các nhóm phenyl có sáu nguyên tử cacbon liên kết với nhau trong một vòng lục giác phẳng, năm trong số đó liên kết với các nguyên tử hydro riêng, với lượng carbon còn lại được liên kết với một nhóm thế. Các nhóm phenyl khá phổ biến trong hóa hữu cơ. Mặc dù thường được miêu tả với vòng xen kẽ các liên kết đôi và đơn, các nhóm phenyl có tính thơm về mặt hóa học và cho thấy độ dài liên kết gần như bằng nhau giữa các nguyên tử cacbon trong vòng.

## Cấu trúc, liên kết và đặc điểm
Hợp chất phenyl có nguồn gốc từ benzene (C6H6), ít nhất về khái niệm và thường là về lĩnh vực sản xuất. Về tính chất điện tử, nhóm phenyl có liên quan đến nhóm vinyl. Nhóm này thường được coi là một nhóm hút quy nạp (-I), vì tính âm điện lớn hơn của các nguyên tử carbon sp2, và một nhóm cho điện tử cộng hưởng (+M), do khả năng của hệ thống π cho mật độ điện tử khi có sự liên hợp. Nhóm phenyl có tính kỵ nước. Các nhóm phenyl có khuynh hướng chống lại sự oxy hóa và giảm nhóm. Các nhóm phenyl (giống như tất cả các hợp chất thơm) có sự ổn định cao hơn so với liên kết tương tự trong các nhóm không vòng (không thơm). Sự ổn định này là do các tính chất độc đáo của các mô hình phân tử chất thơm.
Độ dài liên kết giữa các nguyên tử cacbon trong một nhóm phenyl là khoảng 1.4 Å.
Trong quang phổ cộng hưởng từ hạt nhân 1H-NMR, các proton của nhóm phenyl thường có những chuyển đổi hóa học xung quanh 7.27 ppm. Những thay đổi hóa học này chịu ảnh hưởng của dòng vòng thơm và có thể thay đổi tùy thuộc vào các gốc gắn vào.